# Teakerne Arm Park
Teakerne Arm Park är en park i Kanada.   Den ligger i Strathcona Regional District och provinsen British Columbia, i den sydvästra delen av landet, 3 600 km väster om huvudstaden Ottawa. Teakerne Arm Park ligger 42 meter över havet. Den ligger på ön West Redonda Island. Teakerne Arm Park ligger vid sjön Cassel Lake.
Terrängen runt Teakerne Arm Park är varierad. Havet är nära Teakerne Arm Park åt sydväst. Trakten är glest befolkad. 
I omgivningarna runt Teakerne Arm Park växer i huvudsak barrskog.